# 富岡芳忠
富岡 芳忠（とみおか よしただ、1966年10月24日 - ）は、日本の政治家。元衆議院議員（1期）。兄は元参議院議員の富岡由紀夫。

## 略歴
埼玉県生まれ。早稲田中学校・高等学校を経て早稲田大学政治経済学部政治学科に進学。1989年早稲田大学を卒業し富士銀行に入行した。

### 衆議院議員
第44回衆議院議員総選挙に栃木5区から出馬するも茂木敏充に大差で敗れ落選。第45回衆議院議員総選挙では自民党に対する逆風により茂木に8,791票差で惜敗し、比例北関東ブロックで復活当選した。
2012年11月15日、衆議院解散前日に離党届を提出し、11月21日に党を除籍（除名）された。富岡はみんなの党に移籍し、公認候補となったが、12月の第46回衆議院議員総選挙ではまたしても茂木に大差で敗れ比例復活も出来ずに落選。